# Tank Girl (comic)
Tank Girl is een comicreeks gecreëerd door de Engelse comicauteurs Alan Martin en Jamie Hewlett. Het verhaal speelt zich af in Australië in een post-apocalyptische wereld. De comicreeks ontleent zijn naam aan de protagonist Tank Girl, die wordt neergezet als een opstandige, luie, drinkende outlaw die het niet zo nauw neemt met sociale conventies en zich verzet tegen de gevestigde orde. De sfeer van de strips is gebaseerd op de punk van de jaren 80. Aanvankelijk verscheen de strip in het Deadline Magazine; later kwamen er eigen stripboeken.
In 1995 verscheen een verfilming onder dezelfde naam, met Lori Petty in de titelrol.